# Qasaly
Qasaly (kasachisch Қазалы; russisch Казалинск Kasalinsk) ist eine Stadt im Oblys Qysylorda in Kasachstan. Sie hat 7433 Einwohner (Stand: 1. Januar 2025), wurde 1853 gegründet und gehört damit zu den ältesten Städten des Landes. 

## Geografie
Die Stadt befindet sich im Oblys Qysylorda am rechten Ufer des Flusses Syrdarja. Die Umgebung ist flach, der Syrdarja und dessen teilweise auch trockengelegte Mäander prägen die Landschaft. Die direkte Umgebung von Qasaly wird stark landwirtschaftlich genutzt; das Wasser des Syrdarja wird durch zahlreiche Kanäle in einem Bewässerungssystem zu den Anbauflächen geleitet. Abseits dieser Flächen ist die Region von Wüste bedeckt. Westlich des Ortes liegt die Salzwüste Aralkum, die durch die Austrocknung des Aralsees entstanden ist.

## Geschichte
Der Ort wurde am 16. Juni 1853 am Unterlauf des Syrdarja als russische Befestigung gegründet. Der Bau der zuerst als Festung Nr. 1 (Сыр-Дарьинский форт № 1) bezeichneten Befestigungsanlage geschah während des Eroberungszuges gegen die Stadt Aqmeschit (heute: Qysylorda) auf Befehl des Orenburger Generalgouverneurs Wassili Perowski. Bereits 1867 wurde der Ort in Kasalinsk umbenannt und bekam die Stadtrechte verliehen. Zum Ursprung des Namens gibt es verschiedene Theorien. Einigen Quellen zufolge leitet sich das Wort Kasali vom Namen einer aus Schilfrohr geflochtenen Art von Fischernetzen ab, die seit Jahrhunderten von örtlichen Fischern verwendet wurden. Einer anderen Quelle zufolge geht der Ursprung des Wortes auf den Namen eines der Zweige des kasachischen Altyn-Clans zurück, der einst in dieser Regionen beheimatet war. Im selben Jahr wurde auch die Oblast Syrdarja gegründet und Kasalinsk zum Verwaltungszentrum eines Kreises (Ujesd). Im zaristischen Russland diente die Stadt als Außenposten an der Grenze zu den Staaten Zentralasiens, wo die Grundlagen für den Handel und andere Beziehungen mit ihnen gelegt wurden.
Bis zum Ende des 19. Jahrhunderts entwickelte sich Kasalinsk zu einer kleinen Stadt, bei der Volkszählung 1897 hatte die Stadt mehr als 7500 Einwohner. Der Ausbau der städtischen Straßen wurde vorangetrieben und bereits 1848 hatte hier eine der ältesten Wetterstationen Zentralasiens und die Älteste auf dem heutigen Gebiet Kasachstans ihren Betrieb aufgenommen. Im Januar 1860 wurde in der Stadt eine Schule eröffnet, drei Jahre später auch eine Schule für kasachische Kinder. Im Jahr 1868 wurde ein Postamt eröffnet. Im Jahr 1900 wurde die erste öffentliche Bibliothek eröffnet. Die Bibliothek wurde im Laufe der Jahre von Mitgliedern verschiedener Expeditionen besucht, darunter Wissenschaftler, Reisende und Orientalisten, die teilweise Bücher als Geschenke hier hinterlassen haben. Am 21. April 1909 wurde der Stadt ihr erstes Wappen genehmigt.
Mit einer großen Gebietsreform 1928 wurde Kasalinsk Verwaltungssitz des neu gegründeten Rajon Kasaly. 1930 wurde in der Stadt eine Veterinärmedizinische Hochschule eröffnet. 1958 verlor die Stadt den Status als Zentrum des Rajon Kasaly an den Ort Nowokasalinsk (heute: Äiteke Bi). 1959 zog die Landwirtschaftliche Hochschule Kysylorda nach Kasalinsk; 1971 wurde sie aber wieder geschlossen. 1964 wurde eine Zweigstelle der Medizinischen Hochschule Kysylorda eröffnet, die sechs Jahre lang in der Stadt bestand.

## Bevölkerung
Die Volkszählung 1999 ergab für den Ort eine Bevölkerung von 7298 Menschen. Bei der Volkszählung im Jahr 2009 hatte Qasaly 7686 Einwohner. Bei der letzten Volkszählung 2021 lebten 7324 Menschen in Qasaly. Zum 1. Januar 2025 ergab die Fortschreibung der Bevölkerungszahlen eine Einwohnerzahl von 7433 Menschen.
| Einwohnerentwicklung               | Einwohnerentwicklung | Einwohnerentwicklung | Einwohnerentwicklung | Einwohnerentwicklung | Einwohnerentwicklung | Einwohnerentwicklung | Einwohnerentwicklung | Einwohnerentwicklung |
| 1897                               | 1939                 | 1959                 | 1970                 | 1979                 | 1989                 | 1999                 | 2009                 | 2021                 |
| ---------------------------------- | -------------------- | -------------------- | -------------------- | -------------------- | -------------------- | -------------------- | -------------------- | -------------------- |
| 7.585                              | 10.162               | 7.697                | 9.346                | 9.875                | 7.987                | 7.298                | 7.686                | 7.324                |
| Anmerkung: Volkszählungsergebnisse |                      |                      |                      |                      |                      |                      |                      |                      |

## Verkehr
Qasaly liegt an der Trans-Aral-Eisenbahn.

## Söhne und Töchter der Stadt
- Alexander Dutow (1879–1921), Führer der Weißen Kosakeneinheiten, Generalleutnant
- Natalja Gellert (* 1953), kasachische Politikerin (Amanat) deutscher Abstammung
- Qyrymbek Köscherbajew (* 1955), Politiker
- Marina Wolnowa (* 1989), Boxerin